# Banzi
Banzi (antigua Bantia) es un municipio de 1.513 habitantes de la provincia de Potenza, en Italia

## Historia y lugares de interés
Quedan poco de las pruebas que demuestran que este sitio tuvo una cierta importancia en la época Romana. El templo Auguraculum in terris, un templo único en su género, es un ejemplo de la anterior afirmación. 
Además de un domo romano y un balneario térmico, los verdaderos tesoros que resguarda esta tierra son la cerámica y diferentes artefactos ornamentales labrados en bronce o en oro que hoy en día se pueden encontrar en diversos museos italianos. Igualmente se han encontrado diversas armas y armaduras de la época romana, epígrafos honorarios, funerarios y políticos, antiguas calles urbanas de antiguas villas romanas, así como muros y pequeñas fortalezas. 
Igualmente se pueden encontrar iglesias que datan del Medioevo, diversas catedrales e iglesias, que datan algunas desde el 1080, que vale la pena visitar.

## Evolución demográfica
| Gráfica de evolución demográfica de Banzi entre 1861 y 2001 |
|                                                             |
| Fuente ISTAT - elaboración gráfica de Wikipedia             |